# Сидоров, Сергей Петрович
Серге́й Петро́вич Си́доров (7 октября 1894, Киев, Российская империя ― 15 января 1972, Горький, СССР) ― советский военачальник, генерал-лейтенант артиллерии (1943).

## Биография

### Первая мировая война
В 1915 году вольноопределяющимся вступил в Императорскую армию и был направлен в 5-ю Киевскую школу прапорщиков, которую окончил в январе 1916 года, и после школы был оставлен при ней помощником курсового офицера.
В октябре 1916 года был направлен на Румынский фронт командиром взвода пулемётной команды.

### Гражданская война
В мае 1919 года был призван в РККА, и начал службу в качестве командира взвода 7-го стрелкового запасного полка. Непродолжительное время служил помощником инструктора пулемётных курсов 2-й Тульской стрелковой дивизии. С начала 1920 года служил в 142-м лёгком артиллерийском дивизионе, переименованном в 1921 году в 48-й легкий артиллерийский дивизион, став помощником командира дивизиона. Участвовал в боях против формирований латышей и поляков и формирований под руководством Булак-Балаховича.

### Межвоенный период
В 1924 году окончил Высшую артиллерийскую школу командного состава, командовал дивизионом и полком тяжелой артиллерии во 2-м стрелковом корпусе. С 1933 по декабрь 1937 года служил на Артиллерийских курсах усовершенствования командного состава на различных должностях, затем опять служил командиром полка. С августа 1939 года ― начальник артиллерии корпуса.
В 1939 году участвовал в присоединении Западной Украины и в Советско-финляндской войне, состоя при штабе артиллерии фронта.
В мае 1939 года окончил курсы усовершенствования при Артиллерийской Академии имени Дзержинского и был назначен заместителем начальника управления боевой подготовки артиллерии РККА, а в феврале 1941 года ― начальником артиллерии Забайкальского военного округа.

### Великая Отечественная война
Участник Великой Отечественной войны. С началом войны до октября 1942 года занимался формированием и отправкой на фронт артиллерийских частей и подготовкой к обороне Забайкальского фронта против японцев по советско-китайской границе.
13 октября 1942 года был назначен начальником Артиллерийской Академии имени Дзержинского, эвакуированной в Самарканд.
24 декабря 1943 года постановлением СНК СССР № 1416 присвоено звание генерал-лейтенант артиллерии.
В январе 1945 года сдал командование академией генерал-майору В. И. Хохлову и 19 февраля 1945 года убыл на фронт заместителем командующего артиллерией 3-го Украинского фронта. Принимал участие в Балатонская оборонительной операции, затем в контрнаступлении 3-го Украинского фронта в районе Надьканижа и в Венской наступательной операции.

### Послевоенный период
С февраля 1947 по март 1948 года ― командующий артиллерией Южной группы войск, затем служил в Управлении боевой подготовки артиллерии Советской армии.
С июня 1949 по май 1952 года ― командующий артиллерией Горьковского военного округа. С этой должности в мае 1953 года был уволен в запас по болезни.
Последние годы жизни провёл в Горьком. Похоронен на Бугровском кладбище.

## Награды
- Орден Ленина.
- Орден Кутузова II степени.
- Два ордена Красного Знамени.
- Медали.